# Mahéru
Mahéru är en kommun i departementet Orne i regionen Normandie i nordvästra Frankrike. Kommunen ligger i kantonen Moulins-la-Marche som tillhör arrondissementet Mortagne-au-Perche. År 2022 hade Mahéru 275 invånare.

## Befolkningsutveckling
Antalet invånare i kommunen Mahéru
| Referens: INSEE |